# Štefan Čambal
Štefan Čambal (* 16. Dezember 1908 in Pressburg, Österreich-Ungarn; † 18. Juli 1990 in Prag) war ein tschechoslowakischer Fußballspieler und -trainer. 

## Spielerkarriere

### Verein
Čambal begann mit dem Fußballspielen als 13-Jähriger beim Sport-Klub Donaustadt in seiner Geburtsstadt Bratislava. Zwei Jahre später wechselte Čambal, der als Stürmer begann, zum Ligeti SC. 1927 wurde der talentierte Angreifer vom 1. ČsŠK Bratislava verpflichtet und spielte fortan in der ersten Mannschaft des 1. ČsŠK. Im November 1927 gewann der 1. ČsŠK die tschechoslowakische Amateurmeisterschaft, als die Mannschaft mit Čambal im Angriff im Endspiel den DFC Budweis mit 4:2 bezwang.
Auf sich aufmerksam machte Čambal beim 8:1-Erfolg seiner Mannschaft gegen Newcastle United am 26. Mai 1929, bei dem er drei Tore schoss. Im Anschluss wurde der Slowake vom Profiklub Teplitzer FK verpflichtet. Dort absolvierte er, inzwischen ins Mittelfeld gerückt, seine ersten Ligaspiele, dabei gelang ihm für den Klub aus Nordböhmen ein Tor. Nach nur einer Saison in Teplice zog Čambal weiter zur Spitzenmannschaft Slavia Prag, wo er in den nächsten sechs Jahren vier Meistertitel feierte. Für Slavia erzielte Čambal neun Ligatore.
1937 wechselte Čambal zum damaligen Zweitligisten SK Baťa Zlín, mit dem ihm 1938 der Aufstieg in die 1. Liga gelang. Im Frühjahr 1939 spielte der Slowake für den SK Židenice. Anschließend kehrte Čambal in die inzwischen selbstständige Slowakei zurück.

### Nationalmannschaft
Čambal wurde erstmals 1932 in die tschechoslowakische Nationalmannschaft einberufen. Sein Debüt gab er am 22. Mai in Prag beim 1:1-Unentschieden gegen Österreich und war somit einer der ersten Slowaken in der tschechoslowakischen Auswahl. Anschließend gehörte Čambal zur Stammelf und fungierte am 6. August 1933 in Zagreb gegen Jugoslawien erst- und letztmals als Mannschaftskapitän. Bei der Weltmeisterschaft 1934 stand er in allen vier Partien der Tschechoslowakei auf dem Platz. Sein letztes Spiel für die ČSR absolvierte Čambal am 6. September 1935. Beim 0:0 gegen Jugoslawien in Belgrad wurde der Mittelfeldspieler in der 25. Spielminute für Stefan Pospichal ausgewechselt.

## Trainerkarriere
Čambal war von 1939 bis 1945 Trainer der slowakischen Nationalmannschaft. Anschließend coachte er den ŠK Baťovany in der tschechoslowakischen Liga. 1948 trainierte er die tschechoslowakische Juniorenauswahl, 1949 in vier Spielen die tschechoslowakische Nationalmannschaft. Von 1949 bis 1952 war Čambal Trainer bei Vítkovické železárny. Nächste Stationen waren Spartak Královo Pole, Jiskra Liberec in der Saison 1955, Tankista Praha, das 1957 nach Pardubice delegiert wurde und fortan als Dukla Pardubice firmierte. Von 1956 bis 1958 war Čambal parallel zu seinem Vereinsengagement für die B-Auswahl der Tschechoslowakei zuständig.
Anfang der 1960er Jahre ging Čambal erstmals ins Ausland und arbeitete bei Vorwärts Berlin. Von 1964 bis 1966 war der Slowake Trainer beim FC Prague im australischen Sydney in der New South Wales League. Nach seiner Rückkehr in die Tschechoslowakei arbeitete Čambal zwei Jahre bei Lokomotíva Košice, ehe er für einige Zeit nach Schweden ging. Anschließend coachte der Vizeweltmeister von 1934 zunächst BS Vlašim, dann den unterklassigen Prager Verein Uhelné sklady. Nach zwei slowakischen Stationen, TJ Strojárne Martin und Jednota Trenčín, meldete sich 1975 mit Sparta Prag noch einmal ein großer Verein, der allerdings zum ersten Mal in seiner Vereinsgeschichte in die zweite Liga abgestiegen war. Zwar gelang Sparta der sofortige Wiederaufstieg, doch Čambal war während der Saison durch Jaroslav Lev ersetzt worden. Seine Trainerkarriere ließ Čambal in Österreich ausklingen.